# Bulibuli
Le bulibuli est un type de casse-tête originaire des Fidji.

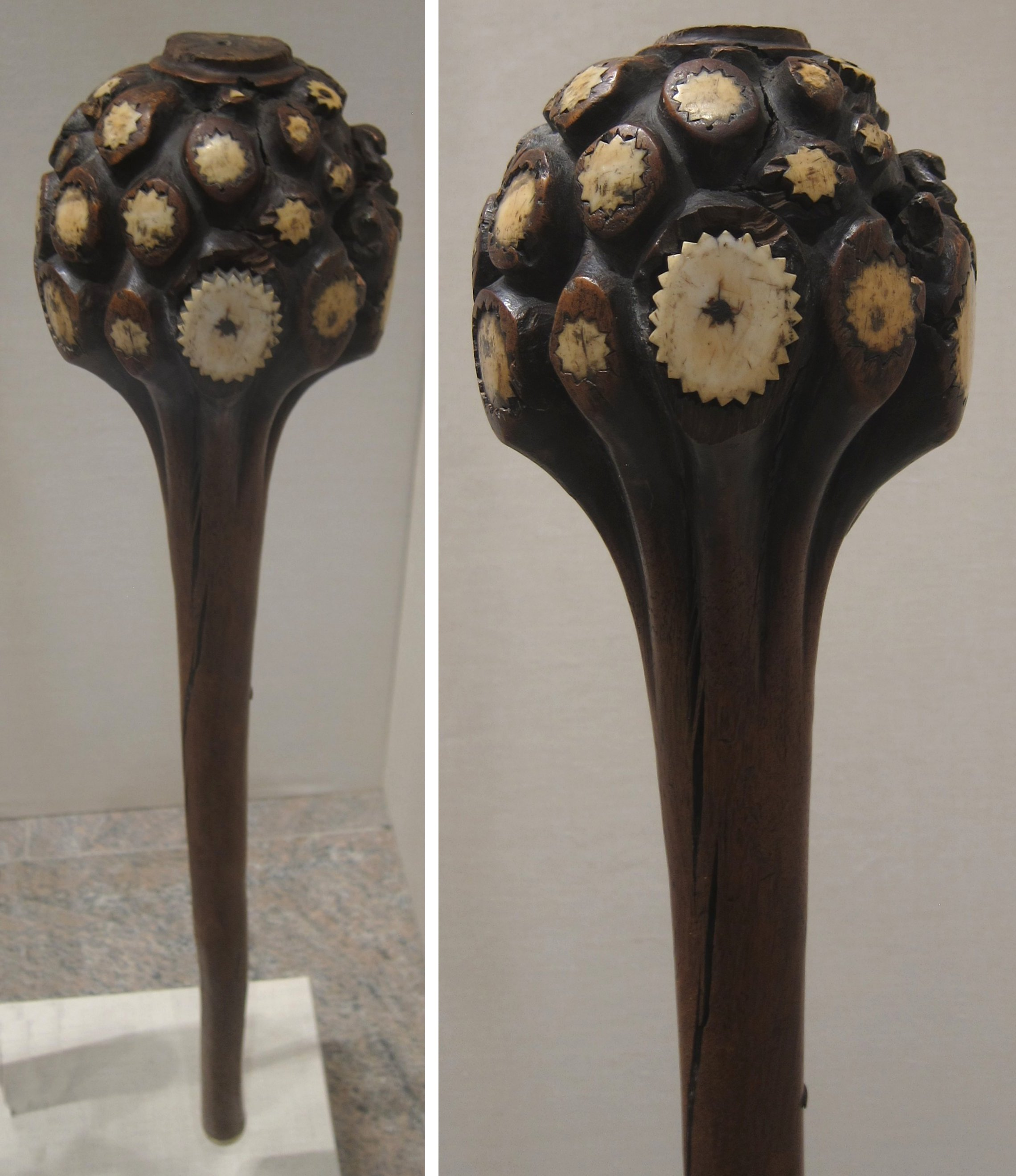
Bulibuli, XIXe siècle

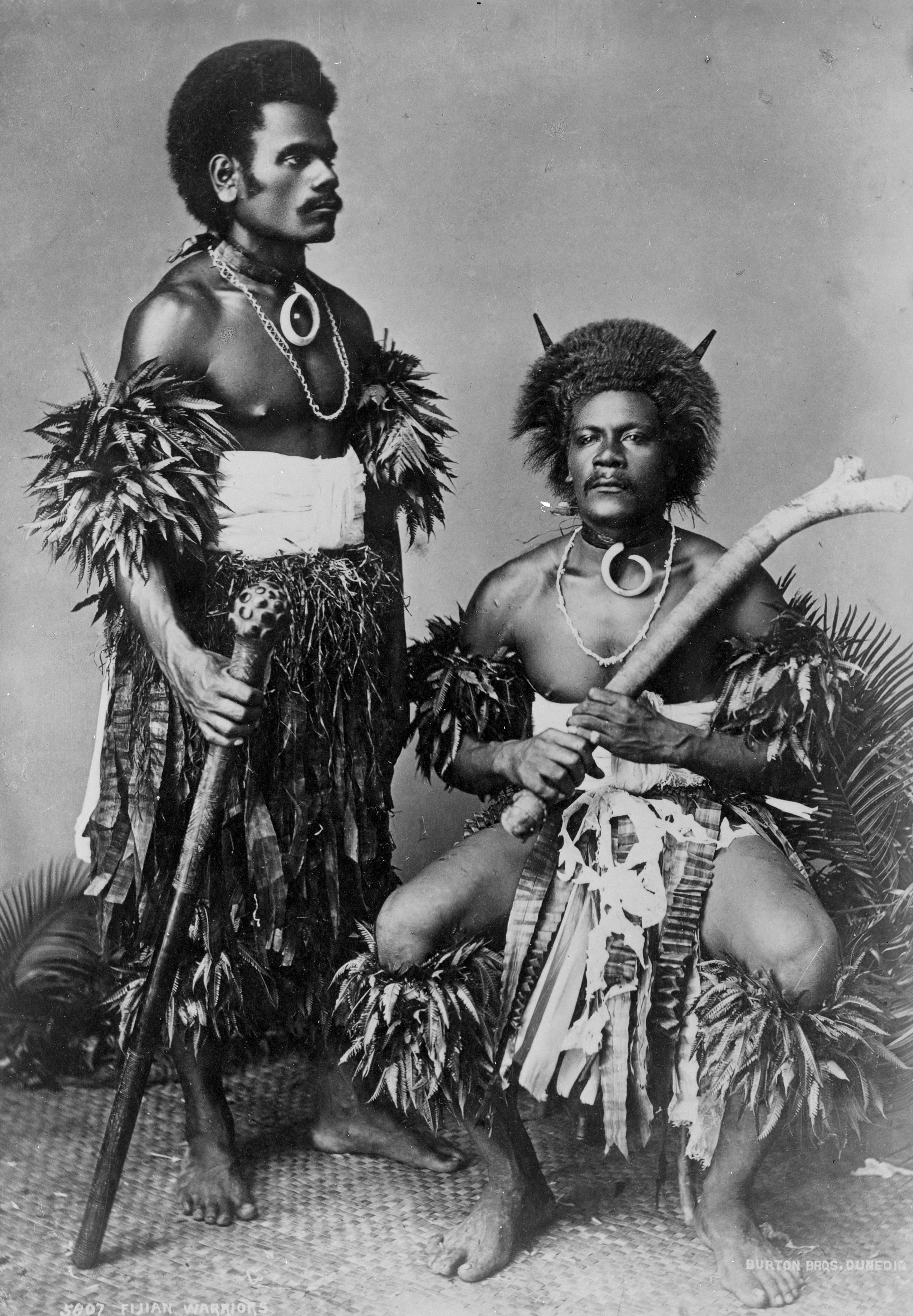
Guerriers fidjiens, celui de gauche tient un bulibuli

## Caractéristiques
Le bulibuli possède une tige droite et longue (différence avec le Ula Bulibuli) et une tête de percussion arrondie. À son extrémité  la tige est effilée et la tête de frappe est arrondie et munie de protubérances rondes, semblables à des boutons, destinées à renforcer l’effet de percussion. Le bulibuli sert d’arme et il peut être décoré d’incrustations (coquillages etc .).